# 엘다르
엘다르(Eldar)는 오로메의 말을 듣고 두 나무의 빛을 본 잉궤, 엘웨, 핀웨의 지도 하에 발리노르로 떠나는 여정을 승락한 요정 무리를 말한다. 엘다르처럼 여정을 떠나는 대신 남기를 원한 요정은 아바리로 불린다.